# Невенка Недељковић
Невенка „Нена“ Недељковић (рођена Докмановић; Јосипдол, Огулин, 14. октобар 1947 — Београд, 3. јануар 2017) била је српски рецитатор, етнолог, лектор и писац.

## Биографија
Завршила основну школу "Бранко Латас" у Плашком. Гимназију "Ђуро Косановић" завршава у Огулину. Дипломира на Филозофском факултету у Београду на групи за етнологију са дипломским радом "Народно градитељтво у Плашчанској долини". Наступа као рецитатор у бројним приликама и осваја престижне награде. Радни век проводи у Београду радећи повремено и уз прекиде у Етнографском музеју, Манаковој кући, месној заједници на Врачару, а затим као стално запослени коректор у БИГЗ-у. После стручног усавршавања посао у БИГЗ-у наставља као лектор где сарађује са бројним домаћим ауторима. У БИГЗ-у дочекује и пензију. После смрти супруга Мила Недељковића из заоставштине приређује за штампу књиге, а наставља и рад на издавању Српског обичајног календара. Преминула је изненада, од срчаног удара у породичној кући у Београду. Сахрањена је на месном гробљу у Крћевцу поред супруга.

## Рецитаторски рад
Од малих ногу бива привучена говорној речи и поезији, због чега је још у основној школи била активна у драмској секцији и учествовала у игроказима. За време студија активно учествује у раду академског позоришта КУД-а "Бранко Крсмановић".
Као једна од тада малобројних жена рецитатора, интерпретатор је нових стихова чланова књижевне заједнице "Вук Караџић" на Новом Београду и чест је гост Радничког универзитета "Ђуро Салај", Манакове куће итд. Учестрвује и у оснивању Студија уметничке рецитације Дома омладине у Београду.
Победник је на многим смотрама рецитатора међу којима се издвајају:
- Прво републичко такмичење "Песниче народа мог" 1969. године у Великој Плани[1].
- Ретко двоструко признање, обе главне награде за бриљантну рецитацију песме "Балада" Мире Алечковић - награду стручног жирија и награду публике на традиционалној смотри песника и рецитатора Југославије, осмом по реду "Горановом прољећу" 1971. године у Загребу, што се тада десило други пут[1].

## Етнолошки рад
После дипломског рада у коме обрађује народно градитељство у Плашчанској долини, са супругом је ангажована на теренским истраживањима Сјенице и Пештерске висоравни. Активна је у друштву фолклориста. Аутор је сепарата "Значај и потреба изучавања породице у савременој градској средини" објављеног у Етнолошким свескама V, 1984 у издању Етнолошког друштва СР Србије, стр. 11-17.
На одређено време ради у Етнографском музеју и Манаковој кући. Лекторише све етнолошко-историографске публикације објављене у издању породичне издавачке куће, а осим рада на припреми аутор је и бројних прилога у годишњој публикацији "Српски обичајни календар".
После смрти супруга, учествује у организовању тематске изложбе приликом утемељења награде са његовим именом, а из заоставштине приређује књиге "Српске славе - чувари огњишта", Младинска књига 2012. године и "Годишњи обичаји у Срба", Младинска књига 2015. године. Обе књиге излазе у више издања.
Аутор је уводног поглавља књиге "Домаћа куварица - гастрономско благо Србије", Младинска књига 2011. године а осим рада на књигама наставља да приређује за штампу годишњу публикацију "Српски обичајни календар" као и тракасти зидни обичајни календар "Српске славе и празници".
Помаже у покретању и прихвата се посла главног уредника годишњег гласила сабора изворног народног стваралаштва у Тополи - "Саборник" (2014-2016).

## Коаутор у зборницима и књигама:
- Етнолошке свеске V (Етнолошко друштво СР Србије, Београд, 1984);
- Домаћа куварица - гастрономско благо Србије (Младинска књига, Београд, 2011);
- Српски обичајни календар, годишњак (ЧИН, Београд 1998-2010)

## Приредила за штампу књиге:
- Српске славе - чувари огњишта (Младинска књига, Београд, 2012);
- Годишњи обичаји у Срба (Младинска књига, Београд, 2015);

## Главни уредник:
- Гласило сабора изворног народног стваралаштва у Тополи - "Саборник" (2014-2016);